# Nobuko Tsuchiura
Nobuko Yoshino (土浦 信子) (Hongo, Tokio 1900-1998), fue una arquitecta japonesa, colaboradora de Frank Lloyd Wright, pionera de la arquitectura moderna en su país.

## Primeros años
Su padre Sakuzō Yoshino era un destacado politólogo, a través del cual conoció al arquitecto Kameki Tsuchiura con el que contrajo matrimonio.
Nobuko Tsuchiura comenzó a trabajar junto a su marido como aprendiz del arquitecto Frank Lloyd Wright durante la construcción del Hotel Imperial en Japón en el año 1921. Luego de esto, partió a los Estados Unidos con la aspiración de convertirse en arquitecta, ya que en ese momento la enseñanza de la profesión no era accesible para las mujeres.
Tsuchiura y su esposo se entrenaron durante tres años en el estudio de Frank Lloyd Wright. Allí contribuía en la elaboración de perspectivas y se encargaba de la colección de arte de Wright, razón por la cual sus más cercanos la apodaron “Big Little Knob”. Además participó en la construcción de varias residencias en California-caracterizadas por el uso de bloques de cementos o “bloques textiles”- como la Casa Millard, que luego influirían en sus propios diseños.
Después de un largo viaje por los Estados Unidos, ambos regresaron a Tokio.

## Trayectoria
En 1933 los Tsuchiura se convirtieron en la primera pareja de arquitectos asociados de Japón, abriendo su propio estudio. Diseñaron principalmente arquitectura residencial. Además participaron en diferentes competencias y experimentaron con mobiliario.  
Para mediados de la década de 1930 habían completado más de veinte proyectos de casas privadas, entre ellos sus propias casas (Gotanda, 1931 y Meguro, 1935). Durante este periodo, trabajaron junto al arquitecto checoslovaco Bedřich Feuerstein. El equipo combinó sus ideas de arquitectura moderna en dos concursos: el centro cultural Saito Kaikan (Sendai, 1929) y el edificio Chikatetsu (Tokio, 1929). Para este último, Nobuko Tsuchiura realizó desde los planos generales hasta el diseño de las ventanas y, aunque nunca fue construido, ganaron el premio “200 Yen”.
En su obra más destacada –Casa Tsuchiura en Meguro- la influencia de Wright y del estilo moderno internacional se vieron reflejados en la composición de volúmenes blancos, aleros profundos y grandes ventanales. El espacio central interior de la casa en doble altura, hacía referencia al dominio de los espacios entrelazados de su maestro.
A pesar de las influencias el estudio Tsuchiura fue adaptándose gradualmente a su contexto. Para ello, sustituyeron la construcción con bloques textiles por un sistema de construcción en seco (paneles de yeso en marcos de madera) y también experimentaron con varios materiales como aislantes. Se esforzaron por lograr una estandarización del material y mejorar la eficacia de la construcción, con respecto al clima de su país y el desarrollo económico local.
Otros de sus proyectos fueron: Casa Yanai o Tanii, en japonés Casa del Valle(1930), Casa Owaki en japonés Casa Larga (1930), Edificio Ginza Tokuda (Tokio, 1933. Demolido), Edificio Noomiya, (Tokio, 1936-1960. Demolido), Hotel Gora, (Hakone, 1938. Demolido) Ginza Shinepatosu, (Tokio, 1952. Demolido) y Casa Asahi (1929) este último diseñado solo por la arquitecta.
Nobuko Tsuchiura se interesó en la forma en que los usuarios ocupaban sus edificios, por lo que se dedicó principalmente al diseño interior. Intentaba dar una respuesta al entorno de vida rígido y tradicional de las amas de casa, quienes se encargaban de las tareas domésticas. Explicaba cómo a través de la introducción de ciertas mejoras como por ejemplo, las instalaciones, el suministro de agua y calefacción, se podía vivir sin una persona empleada para las tareas del hogar. Su visión era una propuesta innovadora para el público general de esa época. A raíz de esto se convirtió en la promotora de un nuevo estilo de vida, siendo citada en numerosas publicaciones.
En 1937, Nobuko Tsuchiura abandonó la arquitectura como su actividad principal y fundó el “Ladies’ Photo Club” para dedicarse a la fotografía y el arte abstracto. Bajo la ideología de ese momento la fotografía parecía más adecuada para una mujer que la construcción. A través del club publicó las fotografías tomadas durante su estadía en China, lugar donde permaneció en la Segunda Guerra Mundial (1940-1943).
Luego de esta pausa, su estudio retomó la práctica profesional y en 1953 contrató a la primera mujer graduada en arquitectura: Nobuko Ogawa.
A pesar de que gran parte del legado de Tsuchiura ha desaparecido y la mayoría de sus obras han sido registradas bajo el nombre de su esposo, su discípula Nobuko Ogawa publicó en 2001 “Big Little Nob. Student of Frank Lloyd Wright Woman Architect Nobuko Tsuchiura”, en el cual destaca su labor y colaboración en la introducción de la arquitectura moderna dentro de su país.